# LNB Pro A de 2024-25
A Liga Francesa de Basquetebol de 2024–25 foi a 103ª edição da máxima competição francesa de basquetebol masculino, sendo a 37ª edição organizada pela Ligue Nationale de Basket (LNB).
Atualmente a liga recebe patrocínio e namings rights da empresa francesa Betclic, passando a denominar-se Betclic Élite.
A temporada trás e novidade dos play-ins ampliando a participação das equipes nas fases mais agudas da competição. O maior campeão da Liga Élite é o Lyon-Villeurbanne com 21 títulos, porém seus rivais vêm forte para uma disputa muito importante, pois a equipe monegasca do AS Mônaco é o atual bicampeão nacional e tem feito destacadas participações em Euroligas, também o Paris Basketball, atual campeão da EuroCup e Leaders Cup.
A Leaders Cup 2025 será disputada em Caen no Palais des Sports Caen la Mer entre os dias 14 e 16 de fevereiro de 2025. Participam do torneio as oito equipes melhor classificadas na tabela de classificação no meio da temporada regular. Enquanto na Pro B, os quatro melhores classificados no meio da temporada disputam semifinais em jogo de ida e volta e os vencedores disputam a final da Leaders Cup Pro B no mesmo dia da Leaders Cup.

## Equipes participantes
A equipe do La Rochelle é debutante na temporada após ser campeã da LNB Pro B 2023-24 e complementa dezesseis equipes da competição. Houve a diminuição dos participantes após a queda de Blois, Rouen e a desistência do Boulogne-Levallois.
|         | Equipe               | Localização          | Arena                            | Capacidade |
| ------- | -------------------- | -------------------- | -------------------------------- | ---------- |
|         | Bourg-en-Bresse      | Bourg-en-Bresse      | Ekinox                           | 3 548      |
|         | Chalon/Saône         | Chalon-sur-Saône     | Le Colisée                       | 4 000      |
|         | Cholet Basket        | Cholet               | La Meilleraie                    | 5 191      |
|         | Dijon                | Dijon                | Palácio de Esportes de Dijon     | 4 147      |
|         | Gravelines-Dunkerque | Gravelines           | Sportica                         | 3 043      |
| Aumento | La Rochelle          | La Rochelle          | Salle Gaston-Neveur              | 1 667      |
|         | Le Mans              | Le Mans              | Antarès                          | 6 025      |
|         | Le Portel            | Le Portel            | Le Chaudron                      | 3 500      |
|         | Limoges              | Limoges              | Beaublanc                        | 5 516      |
|         | Lyon-Villeurbanne    | Villeurbanne         | Astroballe                       | 5 556      |
|         | Monaco               | Fontvieille (Mónaco) | Salle Gaston Médecin             | 5 000      |
|         | Nancy                | Nancy                | Palais des Sports Jean Weille    | 6 027      |
|         | Nanterre             | Nanterre             | Palácio de Esportes de Nanterre  | 3 000      |
|         | Paris                | Paris                | Adidas Arena                     | 8 000      |
|         | Saint-Quentin        | Saint-Quentin        | Palácio de Esportes Pierre Ratte | 4 000      |
|         | Strasbourg           | Estrasburgo          | Rhénus Sport                     | 6 166      |

Fonte: lnb.fr/elite/equipes
Legenda:
- Campeão da Élite 2023-24
- Campeão da Leaders Cup 2023[33]
- Campeão da Copa da França de 2023[34]
- Equipes promovidas da LNB Pro B

## Temporada regular

### Tabela de classificação
Classificação extraída de lnb.fr/elite/classement>"Filtre par saison>2024/25.
| Pos. | Clube                | %V    | Jogos | Jogos | Jogos | Pontos | Pontos | %P+  | %P-  | Classificação           |
| Pos. | Clube                | %V    | J     | V     | D     | P+     | P-     | %P+  | %P-  |                         |
| ---- | -------------------- | ----- | ----- | ----- | ----- | ------ | ------ | ---- | ---- | ----------------------- |
| 1    | Paris                | 76.7% | 30    | 23    | 7     | 2847   | 2547   | 94.9 | 84.9 | Playoffs                |
| 2    | Lyon-Villeurbanne    | 76.7% | 30    | 23    | 7     | 2676   | 2464   | 89.2 | 82.1 | Playoffs                |
| 3    | Monacoa              | 73.3% | 30    | 22    | 7     | 2610   | 2297   | 87   | 76.6 | Playoffs                |
| 4    | Cholet Basket        | 70.0% | 30    | 21    | 9     | 2551   | 2441   | 85.0 | 81.4 | Playoffs                |
| 5    | Bourg-en-Bresse      | 60.0% | 30    | 18    | 12    | 2685   | 2489   | 89.5 | 83.0 | Playoffs                |
| 6    | Le Mans              | 60.0% | 30    | 18    | 12    | 2639   | 2513   | 88.0 | 83.8 | Playoffs                |
| 7    | Chalon/Saône         | 50.0% | 30    | 15    | 15    | 2610   | 2579   | 87   | 86.0 | Play-in                 |
| 8    | Dijon                | 50.0% | 30    | 15    | 15    | 2533   | 2532   | 84.4 | 84.4 | Play-in                 |
| 9    | Nancy                | 46.7% | 30    | 14    | 16    | 2544   | 2660   | 84.8 | 88.7 | Play-in                 |
| 10   | Saint-Quentin        | 43.3% | 30    | 13    | 17    | 2316   | 2373   | 77.2 | 79.1 | Play-in                 |
| 11   | Gravelines-Dunkerque | 40.0% | 30    | 12    | 18    | 2421   | 2516   | 80.7 | 83.9 |                         |
| 12   | Strasbourg           | 40.0% | 30    | 12    | 18    | 2382   | 2502   | 79.4 | 83.4 |                         |
| 13   | Nanterre             | 36.7% | 30    | 11    | 19    | 2478   | 2588   | 82.6 | 86.3 |                         |
| 14   | Limoges              | 33.3% | 30    | 10    | 20    | 2397   | 2583   | 79.9 | 86.1 |                         |
| 15   | Le Portel            | 26.7% | 30    | 8     | 22    | 2222   | 2490   | 74.1 | 83   | Playoffs Betclic/Pro B  |
| 16   | La Rochelle          | 13.3% | 30    | 4     | 26    | 2171   | 2508   | 72.4 | 83.6 | Rebaixados para a Pro B |

a A equipe do AS Monaco iniciou a competição com uma vitória a menos em virtude  de decisão da Liga. Segundo o que foi noticiado, o clube não comprovou sua saúde financeira com a transparência devida.

### Confrontos
Resultados extraídos de lnb.fr/elite/game-center>"Filtre par saison>2024/25.
| ↓Casa\Visitante→     | BRE    | CHA    | CHO    | DIJ    | GRA     | LAC    | LEM     | LEP    | LIM    | LYO     | MON     | NCY    | NAN     | PAR    | SQU    | STR    |
| -------------------- | ------ | ------ | ------ | ------ | ------- | ------ | ------- | ------ | ------ | ------- | ------- | ------ | ------- | ------ | ------ | ------ |
| Bourg-en-Bresse      |        | 103-77 | 86-89  | 88-91  | 94-84   | 87-67  | 94-87   | 98-69  | 74-70  | 85-94   | 94-109  | 81-93  | 100-97  | 91-98  | 96-85  | 89-96  |
| Chalon/Saône         | 86-93  |        | 105-72 | 86-93  | 77-67   | 65-62  | 88-84   | 106-76 | 92-76  | 109-107 | 90-65   | 103-73 | 107-84  | 87-102 | 91-63  | 86-78  |
| Cholet Basket        | 67-102 | 88-74  |        | 95-89  | 106-74  | 83-77  | 86-92   | 80-65  | 96-86  | 75-94   | 84-95   | 95-74  | 88-78   | 90-80  | 82-59  | 105-75 |
| Dijon                | 97-95  | 87-94  | 67-93  |        | 93-77   | 88-95  | 76-74   | 90-82  | 89-83  | 92-71   | 77-78   | 93-84  | 65-66   | 83-97  | 85-91  | 91-94  |
| Gravelines-Dunkerque | 75-83  | 78-71  | 70-73  | 83-84  |         | 94-68  | 91-85   | 104-80 | 70-56  | 60-81   | 74-83   | 84-87  | 83-89   | 89-85  | 91-75  | 78-72  |
| La Rochelle          | 78-86  | 77-86  | 64-78  | 92-90  | 76-88   |        | 98-100  | 96-73  | 80-86  | 75-79   | 48-86   | 79-88  | 77-98   | 73-90  | 57-94  | 71-78  |
| Le Mans              | 96-92  | 112-86 | 91-68  | 98-71  | 83-78   | 81-71  |         | 77-74  | 101-77 | 97-80   | 74-81   | 85-96  | 94-87   | 84-76  | 69-83  | 90-70  |
| Le Portel            | 65-94  | 87-81  | 87-80  | 74-86  | 69-82   | 83-62  | 92-75   |        | 79-89  | 74-77   | 67-91   | 76-85  | 90-70   | 78-87  | 56-58  | 67-65  |
| Limoges              | 63-87  | 74-68  | 69-75  | 87-73  | 110-122 | 83-62  | 92-90   | 77-98  |        | 84-81   | 84-96   | 97-89  | 90-87   | 71-78  | 74-70  | 80-87  |
| Lyon-Villeurbanne    | 89-80  | 116-95 | 87-101 | 84-83  | 90-83   | 105-75 | 85-71   | 88-67  | 84-69  |         | 88-71   | 92-82  | 109-103 | 98-92  | 81-75  | 95-70  |
| Monaco               | 73-100 | 109-82 | 89-72  | 76-74  | 90-59   | 82-62  | 74-86   | 78-56  | 91-52  | 86-94   |         | 117-96 | 89-74   | 94-63  | 86-72  | 77-65  |
| Nancy                | 84-79  | 96-84  | 71-78  | 85-104 | 80-63   | 64-56  | 97-89   | 85-78  | 90-86  | 85-91   | 77-98   |        | 96-81   | 86-105 | 83-74  | 74-80  |
| Nanterre             | 87-81  | 91-70  | 97-104 | 72-77  | 93-80   | 63-76  | 67-85   | 74-65  | 96-87  | 74-88   | 73-81   | 97-75  |         | 78-92  | 95-102 | 76-75  |
| Paris                | 98-89  | 100-97 | 90-77  | 95-96  | 109-66  | 84-75  | 106-103 | 109-65 | 96-88  | 111-96  | 111-104 | 115-97 | 102-86  |        | 86-88  | 106-74 |
| Saint-Quentin        | 81-83  | 83-87  | 71-77  | 85-72  | 83-86   | 75-59  | 88-91   | 71-54  | 72-67  | 63-77   | 68-66   | 104-96 | 67-76   | 65-97  |        | 81-70  |
| Strasbourg           | 70-76  | 83-80  | 83-94  | 58-77  | 91-88   | 71-63  | 88-95   | 75-76  | 110-90 | 77-75   | 81-95   | 96-76  | 88-95   | 79-87  | 83-69  |        |

### Equipe rebaixadas
- La Rochelle[36][37]

### Repescagem (Playoff Betclic Elite / Pro B)
- Le Portel - Com o lançamento da nova fórmula, o 15º colocado da temporada regular entra no Playoff de Promoção da Pro B como 5º colocado e concorre a uma vaga para permanência com outras sete equipes que buscam promoção para a Elite.[38]
- Le Portel garantiu a manutenção da sua vaga após vencer os playoffs de promoção.[39]

## Playoffs

### Play-ins
A disputa dos Play-ins dá-se em jogo único na casa do melhor classificado entre os dois. Um dos confrontos é entre os 7º e 8º colocados e dá ao vencedor lugar no playoff para enfrentar o segundo melhor da temporada regular, enquanto que o perdedor enfrenta o vencedor do jogo entre os 9º e 10 colocados. O vencedor dessa disputa enfrentará o primeiro colocado na temporada regular.
| Equipe 1     | Placar   | Equipe 2      |
| ------------ | -------- | ------------- |
| Chalon/Saône | 106 - 85 | Dijon         |
| Nancy        | 81 - 88  | Saint-Quentin |

| Equipe 1 | Placar  | Equipe 2      |
| -------- | ------- | ------------- |
| Dijon    | 92 - 79 | Saint-Quentin |

### Quartas de finais
| Time 1            | Série | Time 2          | 1º Jogo  | 2º Jogo | 3º Jogo  |
| ----------------- | ----- | --------------- | -------- | ------- | -------- |
| Paris             | 2 - 1 | Dijon           | 100 - 87 | 79 - 80 | 114 - 88 |
| Cholet Basket     | 0 - 2 | Bourg-en-Bresse | 71 - 95  | 89 - 94 | -        |
| Lyon-Villeurbanne | 2 - 1 | Chalon/Saône    | 100 - 96 | 69 - 76 | 99 - 75  |
| Monaco            | 2 - 1 | Le Mans         | 76 - 69  | 87 - 88 | 85 - 76  |

### Semifinais
| Time 1            | Série | Time 2          | 1º Jogo  | 2º Jogo   | 3º Jogo  | 4º Jogo | 5º Jogo |
| ----------------- | ----- | --------------- | -------- | --------- | -------- | ------- | ------- |
| Paris             | 3 - 0 | Bourg-en-Bresse | 100 - 89 | 117 - 103 | 103 - 93 | -       | -       |
| Lyon-Villeurbanne | 1 - 3 | Monaco          | 94 - 74  | 77 - 94   | 64 - 74  | 86 - 91 | -       |

### Finais
| Time 1 | Série | Time 2 | 1º Jogo | 2º Jogo | 3º Jogo | 4º Jogo | 5º Jogo |
| ------ | ----- | ------ | ------- | ------- | ------- | ------- | ------- |
| Paris  | 3 - 2 | Monaco | 94 - 82 | 92 - 67 | 78 - 81 | 74 - 80 | 99 - 93 |

### Premiação
| Betclic Élite 2024-25      |
| -------------------------- |
| Paris Basketball 1º título |

## Leaders Cup - Caen 2025
A edição de número 101 da Leaders Cup na temporada 2024-25 ocorreu entre os dias 14 e 16 de fevereiro de 2025 no Palais des Sports na cidade de Caen.
|  | Quartas de finais | Quartas de finais | Quartas de finais |        |                   | Semifinais | Semifinais | Semifinais |  |  | Final | Final   | Final |
|  |                   |                   |                   |        |                   |            |            |            |  |  |       |         |       |
|  |                   |                   |                   |        |                   |            |            |            |  |  |       |         |       |
|  |                   | Cholet            | 91                |        |                   |            |            |            |  |  |       |         |       |
|  |                   | Le Mans           | 93                |        |                   |            |            |            |  |  |       |         |       |
|  |                   | Le Mans           | 93                |        | Le Mans           | 88         |            |            |  |  |       |         |       |
|  |                   |                   |                   |        | Le Mans           | 88         |            |            |  |  |       |         |       |
|  |                   |                   | Saint-Quentin     | 85     |                   |            |            |            |  |  |       |         |       |
|  |                   | Paris             | Saint-Quentin     | 85     | 86                |            |            |            |  |  |       |         |       |
|  |                   | Paris             |                   |        | 86                |            |            |            |  |  |       |         |       |
|  |                   | Saint-Quentin     | 92                |        |                   |            |            |            |  |  |       |         |       |
|  |                   |                   |                   |        |                   |            |            |            |  |  |       | Le Mans | 104   |
|  |                   |                   |                   | Monaco | 96                |            |            |            |  |  |       |         |       |
|  |                   | Monaco            | 101               |        |                   |            |            |            |  |  |       |         |       |
|  |                   | Bourt-en-Bresse   | 88                |        |                   |            |            |            |  |  |       |         |       |
|  |                   | Bourt-en-Bresse   | 88                |        | Lyon-Villeurbanne | 78         |            |            |  |  |       |         |       |
|  |                   |                   |                   |        | Lyon-Villeurbanne | 78         |            |            |  |  |       |         |       |
|  |                   |                   | Monaco            | 91     |                   |            |            |            |  |  |       |         |       |
|  |                   | Lyon-Villeurbanne | Monaco            | 91     | 90                |            |            |            |  |  |       |         |       |
|  |                   | Lyon-Villeurbanne |                   |        | 90                |            |            |            |  |  |       |         |       |
|  |                   | Strasbourg        | 75                |        |                   |            |            |            |  |  |       |         |       |

### Premiação
| Leaders Cup 2025 [Caen)     |
| França                      |
| --------------------------- |
| Campeão Le Mans (4° título) |

MVP:

## Copa da França 2024-25
Promovida pela Federação Francesa de Basquetebol (FFBB), é disputada por equipes das divisões Elite, Pro B e NM1, respectivamente 1ª, 2ª e 3ª divisões da França. 
|  | Oitavas-de-final | Oitavas-de-final          | Oitavas-de-final          |     |    | Quartas-de-final | Quartas-de-final | Quartas-de-final |  |  | Semifinais     | Semifinais | Semifinais |  |  | Final           | Final | Final |
|  |                  |                           |                           |     |    |                  |                  |                  |  |  |                |            |            |  |  |                 |       |       |
|  | 1                | Paris (Elite)             | 107                       |     |    |                  |                  |                  |  |  |                |            |            |  |  |                 |       |       |
|  | 16               | Pau-Lacq-Orthez (Pro B)   | 78                        |     |    |                  |                  |                  |  |  |                |            |            |  |  |                 |       |       |
|  | 16               | Pau-Lacq-Orthez (Pro B)   | 78                        |     |    | Paris (Elite)    | 93               |                  |  |  |                |            |            |  |  |                 |       |       |
|  |                  |                           |                           |     |    | Paris (Elite)    | 93               |                  |  |  |                |            |            |  |  |                 |       |       |
|  |                  |                           | Dijon (Elite)             | 78  |    |                  |                  |                  |  |  |                |            |            |  |  |                 |       |       |
|  | 8                | Dijon (Elite)             | Dijon (Elite)             | 78  | 91 |                  |                  |                  |  |  |                |            |            |  |  |                 |       |       |
|  | 8                | Dijon (Elite)             |                           |     | 91 |                  |                  |                  |  |  |                |            |            |  |  |                 |       |       |
|  | 9                | Le Portel Elite)          | 82                        |     |    |                  |                  |                  |  |  |                |            |            |  |  |                 |       |       |
|  | 9                | Le Portel Elite)          | 82                        |     |    |                  |                  |                  |  |  | Paris (Elite)  | 99         |            |  |  |                 |       |       |
|  |                  |                           |                           |     |    |                  |                  |                  |  |  | Paris (Elite)  | 99         |            |  |  |                 |       |       |
|  |                  |                           | JL Bourg (Elite)          | 91  |    |                  |                  |                  |  |  |                |            |            |  |  |                 |       |       |
|  | 5                | Poitiers (Pro B)          | JL Bourg (Elite)          | 91  | 94 |                  |                  |                  |  |  |                |            |            |  |  |                 |       |       |
|  | 5                | Poitiers (Pro B)          |                           |     | 94 |                  |                  |                  |  |  |                |            |            |  |  |                 |       |       |
|  | 12               | JL Bourg (Elite)          | 89                        |     |    |                  |                  |                  |  |  |                |            |            |  |  |                 |       |       |
|  | 12               | JL Bourg (Elite)          | 89                        |     |    | JL Bourg (Elite) | 65               |                  |  |  |                |            |            |  |  |                 |       |       |
|  |                  |                           |                           |     |    | JL Bourg (Elite) | 65               |                  |  |  |                |            |            |  |  |                 |       |       |
|  |                  |                           | Gries-Souffel (Pro B)     | 64  |    |                  |                  |                  |  |  |                |            |            |  |  |                 |       |       |
|  | 4                | Gries-Souffel (Pro B)     | Gries-Souffel (Pro B)     | 64  | 81 |                  |                  |                  |  |  |                |            |            |  |  |                 |       |       |
|  | 4                | Gries-Souffel (Pro B)     |                           |     | 81 |                  |                  |                  |  |  |                |            |            |  |  |                 |       |       |
|  | 13               | Roanne (Pro B)            | 68                        |     |    |                  |                  |                  |  |  |                |            |            |  |  |                 |       |       |
|  | 13               | Roanne (Pro B)            | 68                        |     |    |                  |                  |                  |  |  |                |            |            |  |  | Le Mans (Elite) | 80    |       |
|  |                  |                           |                           |     |    |                  |                  |                  |  |  |                |            |            |  |  | Le Mans (Elite) | 80    |       |
|  |                  |                           | Paris (Elite)             | 91  |    |                  |                  |                  |  |  |                |            |            |  |  |                 |       |       |
|  | 2                | Blois (Pro B)             | Paris (Elite)             | 91  | 84 |                  |                  |                  |  |  |                |            |            |  |  |                 |       |       |
|  | 2                | Blois (Pro B)             |                           |     | 84 |                  |                  |                  |  |  |                |            |            |  |  |                 |       |       |
|  | 15               | Monaco (Elite)            | 99                        |     |    |                  |                  |                  |  |  |                |            |            |  |  |                 |       |       |
|  | 15               | Monaco (Elite)            | 99                        |     |    | Monaco (Elite)   | 83               |                  |  |  |                |            |            |  |  |                 |       |       |
|  |                  |                           |                           |     |    | Monaco (Elite)   | 83               |                  |  |  |                |            |            |  |  |                 |       |       |
|  |                  |                           | Lyon-Villeurbanne (Elite) | 70  |    |                  |                  |                  |  |  |                |            |            |  |  |                 |       |       |
|  | 7                | Saint-Quentin (Elite)     | Lyon-Villeurbanne (Elite) | 70  | 54 |                  |                  |                  |  |  |                |            |            |  |  |                 |       |       |
|  | 7                | Saint-Quentin (Elite)     |                           |     | 54 |                  |                  |                  |  |  |                |            |            |  |  |                 |       |       |
|  | 10               | Lyon-Villeurbanne (Elite) | 76                        |     |    |                  |                  |                  |  |  |                |            |            |  |  |                 |       |       |
|  | 10               | Lyon-Villeurbanne (Elite) | 76                        |     |    |                  |                  |                  |  |  | Monaco (Elite) | 99         |            |  |  |                 |       |       |
|  |                  |                           |                           |     |    |                  |                  |                  |  |  | Monaco (Elite) | 99         |            |  |  |                 |       |       |
|  |                  |                           | Le Mans (Elite)           | 102 |    |                  |                  |                  |  |  |                |            |            |  |  |                 |       |       |
|  | 6                | Tours (NM1)               | Le Mans (Elite)           | 102 | 72 |                  |                  |                  |  |  |                |            |            |  |  |                 |       |       |
|  | 6                | Tours (NM1)               |                           |     | 72 |                  |                  |                  |  |  |                |            |            |  |  |                 |       |       |
|  | 11               | Le Mans (Elite)           | 94                        |     |    |                  |                  |                  |  |  |                |            |            |  |  |                 |       |       |
|  | 11               | Le Mans (Elite)           | 94                        |     |    | Le Mans (Elite)  | 101              |                  |  |  |                |            |            |  |  |                 |       |       |
|  |                  |                           |                           |     |    | Le Mans (Elite)  | 101              |                  |  |  |                |            |            |  |  |                 |       |       |
|  |                  |                           | Cholet (Elite)            | 82  |    |                  |                  |                  |  |  |                |            |            |  |  |                 |       |       |
|  | 3                | Nanterre (Elite)          | Cholet (Elite)            | 82  | 84 |                  |                  |                  |  |  |                |            |            |  |  |                 |       |       |
|  | 3                | Nanterre (Elite)          |                           |     | 84 |                  |                  |                  |  |  |                |            |            |  |  |                 |       |       |
|  | 14               | Cholet (Elite)            | 97                        |     |    |                  |                  |                  |  |  |                |            |            |  |  |                 |       |       |

### Premiação
| Copa da França 2024-25 Accor Arena   |
| França                               |
| ------------------------------------ |
| Campeão Paris Basketball (1° título) |

## Clubes franceses em competições europeias
| Clube             | Competição        | TR | TR | PO | PO | Resultado                                                                                   |
| Clube             | Competição        | V  | D  | V  | D  | Resultado                                                                                   |
| ----------------- | ----------------- | -- | -- | -- | -- | ------------------------------------------------------------------------------------------- |
| Lyon-Villeurbanne | EuroLiga          | 13 | 21 | -  | -  | Eliminado - como 15º colocado na temporada regular                                          |
| Monaco            | EuroLiga          | 21 | 13 | -  | -  | Classificado - como 4º colocado na temporada regular                                        |
| Monaco            | EuroLiga          | -  | -  | 3  | 2  | Classificado - vencendo FC Barcelona nos Playoffs (97-80, 92-79, 89-100, 72-79, 85-84)      |
| Monaco            | EuroLiga          | -  | -  | 1  | 0  | Classificado - derrotando Olympiacos Piraeus na semifinal do Final Four (78-68)             |
| Monaco            | EuroLiga          | -  | -  | 0  | 1  | Finalista - derrotado por Fenerbahçe BEKO Istanbul na final (70-81)                         |
| Paris             | EuroLiga          | 19 | 15 | -  | -  | Classificado - como 8º colocado na temporada regular                                        |
| Paris             | EuroLiga          | -  | -  | 1  | 0  | Classificado - vencendo Real Madrid nos Playins                                             |
| Paris             | EuroLiga          | -  | -  | 0  | 3  | Eliminado - derrotado por Fenerbahçe nos Playoffs (78-83, 72-89, 88-98)                     |
| Bourg-en-Bresse   | EuroCopa          | 9  | 9  | -  | -  | Eliminado - como 7º colocado no Gr. B da temporada regular                                  |
| Cholet Basket     | Liga dos Campeões | 0  | 1  | -  | -  | Eliminado - na fase classificatória por Aliaga Petkim (70-76)                               |
| Nanterre          | Liga dos Campeões | 3  | 3  | -  | -  | Classificado - como 2º colocado no Grupo A da temporada regular                             |
| Nanterre          | Liga dos Campeões | -  | -  | 2  | 1  | Classificado - nos Play-ins ao eliminar Filou Oostende (78-88; 76-67; 76-71)                |
| Nanterre          | Liga dos Campeões | 4  | 2  | -  | -  | Classificado - como 2º colocado no Grupo L na segunda fase                                  |
| Nanterre          | Liga dos Campeões | -  | -  | 1  | 2  | Eliminado - derrotado por AEK Betsson nas quartas de finais (69-76, 82-70, 69-104)          |
| Saint-Quentin     | Liga dos Campeões | 2  | 4  | -  | -  | Classificado - como 3º colocado no Grupo C da temporada regular                             |
| Saint-Quentin     | Liga dos Campeões | -  | -  | 1  | 2  | Eliminado - nos Play-ins para Galatasaray (63-84; 90-79; 73-75)                             |
| Dijon             | Copa Europeia     | 4  | 2  | -  | -  | Classificado - como segundo colocado no Grupo H                                             |
| Dijon             | Copa Europeia     | 0  | 0  | -  | -  | Classificado - como segundo colocado no Grupo M                                             |
| Dijon             | Copa Europeia     | -  | -  | 2  | 0  | Classificado - vencendo nas quartas de finais Riesen Ludwigsburg (88-75; 83-72 - soma +24)  |
| Dijon             | Copa Europeia     | -  | -  | 1  | 1  | Eliminado - derrotado por Bilbao Basket nas semifinais (77-58, 68-97 soma -10)              |
| Cholet Basket     | Copa Europeia     | 6  | 0  | -  | -  | Classificado - como primeiro colocado no Grupo C                                            |
| Cholet Basket     | Copa Europeia     | 0  | 0  | -  | -  | Classificado - como primeiro colocado no Grupo L                                            |
| Cholet Basket     | Copa Europeia     | -  | -  | 1  | 1  | Classificado - vencendo nas quartas de finais Casademont Zaragoza (83-83; 90-71 - soma +19) |
| Cholet Basket     | Copa Europeia     | -  | -  | 1  | 1  | Eliminado - derrotado por PAOK nas semifinais (89-88, 88-90 soma -1)                        |
| Le Portel         | Copa Europeia     | 4  | 2  | -  | -  | Classificado - como segundo colocado no Grupo F                                             |
| Le Portel         | Copa Europeia     | 1  | 5  | -  | -  | Eliminado - como 4ª colocado no Grupo L                                                     |